# Regina Yeboah
Regina Yeboah (* 5. Mai 1996) ist eine ghanaische Siebenkämpferin.

## Sportliche Laufbahn
Erste internationale Erfahrungen sammelte Regina Yeboah 2016 bei den Afrikameisterschaften in Durban, bei denen sie mit 1,73 m im Hochsprung den fünften Platz belegte. 2019 nahm sie erstmals an den Afrikaspielen in Rabat teil und belegte dort mit 4857 Punkten den fünften Platz.

## Persönliche Bestleistungen
- Hochsprung: 1,76 m, 17. März 2018 in Tucson
  - Hochsprung (Halle): 1,71 m, 27. Januar 2018 in Phoenix
- Siebenkampf: 4935 Punkte, 18. April 2019 in Azusa
  - Fünfkampf (Halle): 3434 Punkte, 1. Februar 2020 in Bloomington